# Bihor (distrito)

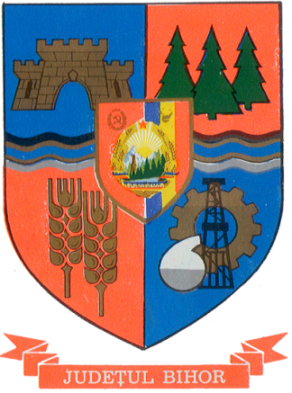
Brasão de Bihor no período comunista.

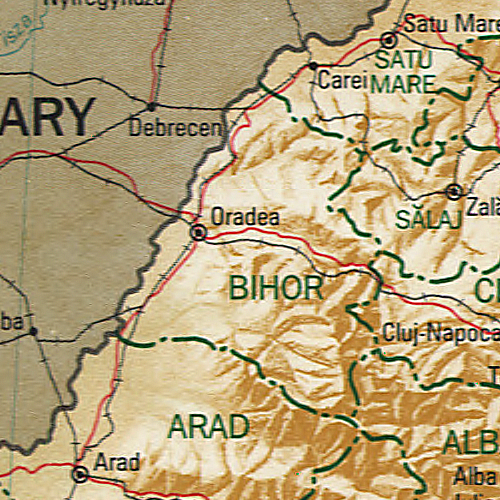
Mapa de Bihor.

Bihor é um judeţ (distrito) da Romênia, na Crişana, região da Transilvânia. A capital é a cidade de Oradea.

## Demografia
Em 2002, Bihor possui uma população de 600.246 habitantes e densidade demografica de 79,57 habitantes/km². 48,6% da população vive em áreas urbanas, percentual abaixo da média nacional romena.

### Grupos étnicos
- romenos - 67,40%[1]
- húngaros - 25,91%
- ciganos - 5,00%
- eslovacos - 1,22%
- alemães - 0,19%;
- outras minorias

### Religião
99.6% da população é cristã sendo:
- Ortodoxos - 59,6%
- Reformados - 18,0%;
- Católicos romanos - 9,3%
- Pentecostais - 5,7%;
- Batistas - 3,7%;
- Católicos gregos - 2,3%
- Adventistas - 0,3%;

Existem também:
- Ateísta - 0,2%
- Judeus - 0,03%
- Muçulmanos - 0,03%

### Evolução da população
| \| ano \| população[3] \| \| ---- \| ------------ \| \| 1930 \| 527.216 \| \| 1948 \| 536.323 \| \| 1956 \| 574.488 \| \| 1966 \| 586.,460 \| \| 1977 \| 633.094 \| \| 1992 \| 638.863 \| \| 2002 \| 600.246 \| |           |
| ano | população |
| 1930 | 527.216   |
| 1948 | 536.323   |
| 1956 | 574.488   |
| 1966 | 586.,460  |
| 1977 | 633.094   |
| 1992 | 638.863   |
| 2002 | 600.246   |

## Geografia
Bihor possui uma área total de 7.544 km².
A leste se encontram os Montes Apuseni que alcançam alturas de até 1.800 m. As alturas diminuem para oeste, passando por  colinas e terminando na planície ocidental romena - o lado oriental da planície da Panônia.
A bacia hidrográfica do rio Criş se estende por quase todo o distrito, destacando-se os rios Crişul Repede, Crişul Negru e Barcău.

### Limites
- Sălaj, Cluj e Alba a leste;
- Hungria a oeste - Hajdú-Bihar;
- Satu Mare ao norte;
- Arad ao sul.

## Economia
Bihor é um dos distritos mais ricos da Romênia, com um PIB per capita bem acima da média nacional. Recentemente, a economia local tem sido liderada por una série de projetos de construção. Bihor possui uma taxa de desemprego de apenas 2,4%, a mais baixa da Romênia (5,1%) e uma das mais baixas de toda Europa. Em 2003, 25,1% da população vivia abaixo da linha de pobreza nacional, um percentual que tem decrescido até alcançar 20% em 2005.
As principais atividades industriais são:
- indústria têxtil;
- indústria alimentícia e de bebidas;
- indústria de componentes mecânicos;
- indústria metalúrgica.

A oeste do distrito se extrai carvão e bauxita. Também se extrai petróleo.

## Turismo

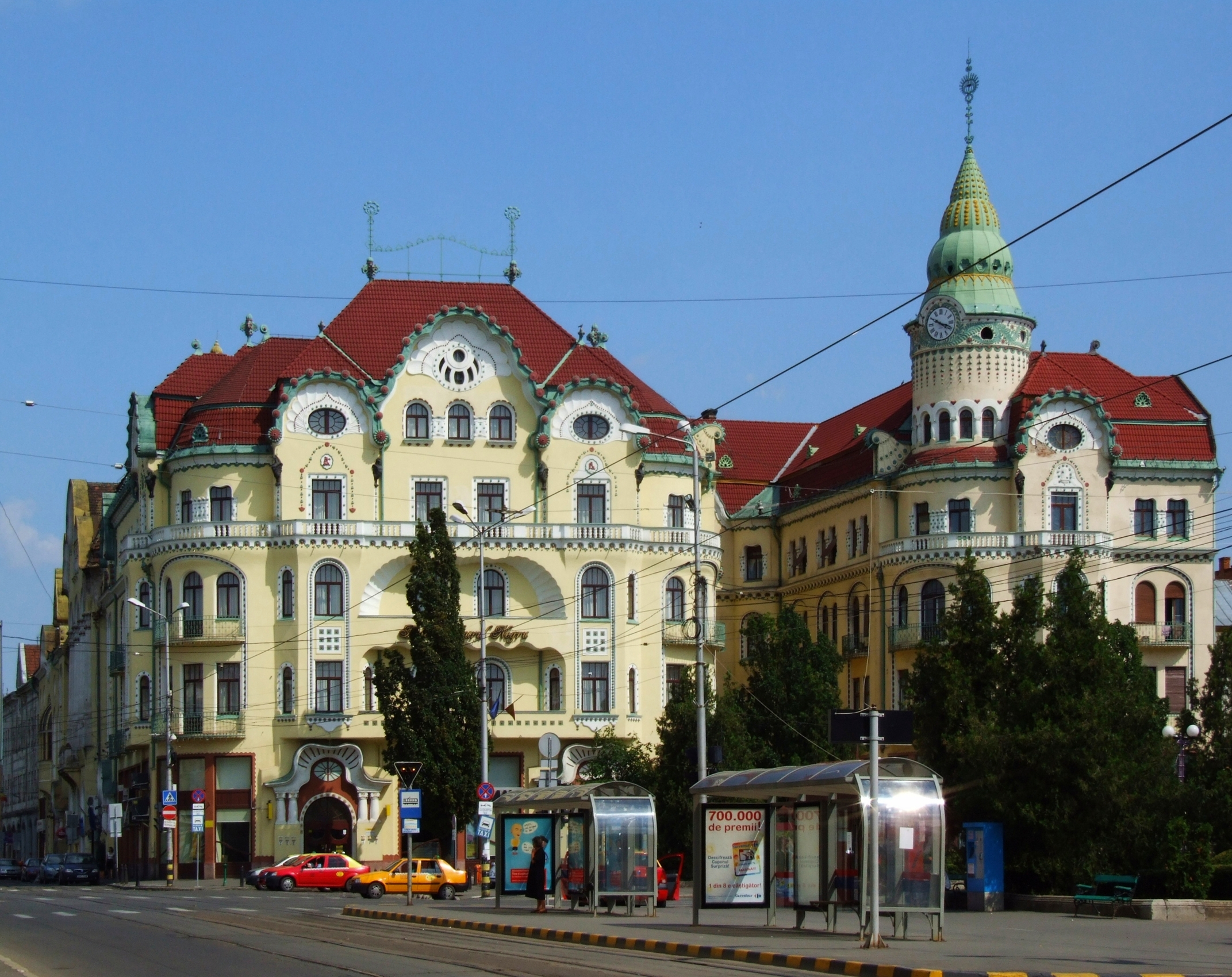
Palácio Águia Negra (Vulturul Negru Palatul), em Oradea.

As principais atrações turísticas são:
- Bihor
- a cidade de Oradea;
- os Montes Apuseni;
- o resort Stâna de Vale e o Vale de Iada;
- as cavernas dos arredores de Padiş e do vale do rio Sighiştel;
- a caverna do Urso;
- o resort Băile Felix.

## Divisões administrativas
O distrito possui 4 municípios, 6 cidades e 90 comunas.

### Municípios
- Oradea
- Beiuş
- Marghita
- Salonta

### Cidades
- Aleşd
- Nucet
- Săcueni
- Ştei
- Valea lui Mihai
- Vaşcău

### Comunas
| - Abram - Abrămuţ - Aştileu - Auşeu - Avram Iancu - Balc - Batăr - Biharia - Boianu Mare - Borod - Borş - Bratca - Brusturi - Budureasa - Buduslău - Bulz - Bunteşti - Căbeşti - Câmpani | - Căpâlna - Cărpinet - Cefa - Ceica - Cetariu - Cherechiu - Chişlaz - Ciuhoi - Ciumeghiu - Cociuba Mare - Copăcel - Criştioru de Jos - Curăţele - Curtuişeni - Derna - Diosig - Dobreşti - Drăgăneşti - Drăgeşti | - Finiş - Gepiu - Girişu de Criş - Hidişelu de Sus - Holod - Husasău de Tinca - Ineu - Lăzăreni - Lazuri de Beiuş - Lugaşu de Jos - Lunca - Mădăras - Măgeşti - Nojorid - Olcea - Oşorhei - Paleu - Pietroasa - Pocola | - Pomezeu - Popeşti - Răbăgani - Remetea - Rieni - Roşia - Roşiori - Sâmbăta - Sânnicolau Român - Sânmartin - Sântandrei - Sârbi - Săcădat - Sălacea - Sălard - Spinuş - Suplacu de Barcău - Şimian - Şinteu | - Şoimi - Şuncuiuş - Tămăşeu - Tărcaia - Tarcea - Tăuteu - Tileagd - Tinca - Toboliu - Tulca - Ţeţchea - Uileacu de Beiuş - Vadu Crişului - Vârciorog - Viişoara |